# کریس گریفن

کریس گریفن

کریستوفر کراس "کریس" گریفن (به انگلیسی: Christopher Cross "Chris" Griffin) یک شخصیت خیالی در مجموعه پویانمایی مرد خانواده می‌باشد. او فرزند دوم خانواده گریفن است. ست گرین به جای کریس در این سریال، صحبت می‌کند.

## ویژگی‌ها
کریس فردی خجالتی است و به خاطر ویژگی‌های خودش مانند چاقی‌اش، احساس شرم می‌کند. همچنین او خیلی باهوش نیست با این حال او در قسمت 14 فصل 12 وارث تمامی اموال کارتر پیوتراشمیت پدربزرگ ثروتمند خود شد. 